# Gypona gemina
Gypona gemina är en insektsart som beskrevs av Delong och Freytag 1962. Gypona gemina ingår i släktet Gypona och familjen dvärgstritar. Inga underarter finns listade i Catalogue of Life.